# La Yerbabuena, Querétaro Arteaga
La Yerbabuena är en ort i Mexiko.   Den ligger i kommunen Landa de Matamoros och delstaten Querétaro Arteaga, i den centrala delen av landet, 210 km norr om huvudstaden Mexico City. La Yerbabuena ligger 1 598 meter över havet och antalet invånare är 307.
Terrängen runt La Yerbabuena är bergig österut, men västerut är den kuperad. Runt La Yerbabuena är det ganska tätbefolkat, med 72 invånare per kvadratkilometer. Närmaste större samhälle är Xilitla, 17,4 km nordost om La Yerbabuena. I omgivningarna runt La Yerbabuena växer huvudsakligen savannskog.